# Kępno
Kępno is een stad in het Poolse woiwodschap Groot-Polen, gelegen in de powiat Kępiński. De oppervlakte bedraagt 7,7 km², het inwonertal 14.755 (2005).

## Verkeer en vervoer
- Station Kępno

## Partnerstad
- Trutnov (Tsjechië)